# オロフ・パルメ賞
オロフ・パルメ賞（オロフ・パルメしょう、典: Olof Palmepriset、英: Olof Palme Prize）は、オロフ・パルメの精神に基づく優れた業績に対して授与されるスウェーデンの年間賞。
賞品は、賞状と10万米ドル。

## 解説
この賞は1987年2月に設立され、国際理解と共通の安全保障のためのオロフ・パルメ記念基金（典: Olof Palmes minnesfond för internationell förståelse och gemensam säkerhet）が授与する。この基金は、オロフ・パルメの遺族とスウェーデン社会民主党がオロフ・パルメを偲び、彼の業績を称えて設立した。

## 受賞者
- 1987 シリル・ラマポーザ
- 1988 ハビエル・ペレス・デ・クエヤル率いる国連平和維持活動
- 1989 ヴァーツラフ・ハヴェル
- 1990 アルレム・デジール、SOSレイシズム（英語版）
- 1991 アムネスティ・インターナショナル
- 1992 アルズ・アブドゥラエワ（英語版）、アナヒト・バヤンドゥール（英語版）
- 1993 サラエボの学生たち（英語版）
- 1994 魏京生
- 1995 ファタハの青年組織、労働党 (イスラエル)の青年組織、ピース・ナウ
- 1996 ブルース・C・ハリス（英語版）率いるカサ・アリアンサ
- 1997 サリーマ・ゲザーリ
- 1998 ヴェラン・マティッチ（英語版）（セルビアのB92ラジオ放送局）、セナド・ペチャニン（英語版）（ボスニア・ヘルツェゴビナの「週刊ダニ (雑誌)（英語版）」誌）、ヴィクトル・イワンチッチ（英語版）（クロアチアの「週刊フェラル・トリビューン（英語版）」）に代表される旧ユーゴスラビアのメディア。
- 1999 スウェーデンの反人種差別主義者: クルド・バクシ（英語版）、ビョルン・フライズ（英語版）、スウェーデン国内で増大する人種差別と外国人排斥に対する民衆の結集を代表するクリッパンの親たちのグループ
- 2000 ブライアン・スティーブンソン（英語版）
- 2001 ファズル・ハサン・アベド（英語版）、少女達の教育（英語版）
- 2002 ハナン・アシュラウィ（英語版）
- 2003 ハンス・ブリックス
- 2004 ルドミラ・アレクセーワ（英語版）、セルゲイ・コバレフ（英語版）、アンナ・ポリトコフスカヤ
- 2005 アウンサンスーチー
- 2006 コフィー・アナン、モサド・モハメド・アリ（英語版）
- 2007 パルヴィン・アルダラン（英語版）
- 2008 デニ・ムクウェゲ
- 2009 カーステン・イェンセン（英語版）
- 2010 エヤド・アル・サラージ（英語版）
- 2011 リディア・マリア・カチョ・リベイロ（英語版）、ロベルト・サビアーノ[1]
- 2012 ラディア・ナスラウィ（英語版）、ワリード・アブルカイール（英語版）
- 2013 ロサ・タイコン（英語版）
- 2014 徐友漁（英語版）
- 2015 ギデオン・レヴィ、ミトリ・ラヘブ（英語版）[2]
- 2016 スピロス・ガリノス（英語版）、ジウジ・ニコリーニ（英語版）
- 2017 エディ・フリード（英語版）、エメリッヒ・ロート（（英語版）
- 2018 ダニエル・エルズバーグ
- 2019 ジョン・ル・カレ[3][4]
- 2020 ブラック・ライブズ・マター・グローバル・ネットワーク財団（英語版）[5]
- 2022 パトリシア・グアリンガ（英語版）[6]
- 2023 マルタ・チュマロ（英語版）、エレン・ケスキン（英語版）、ナルギス・モハマディ（英語版）[7]

## 参照
- 平和活動家のリスト（英語版）